# Denis Suárez
Denis Suárez (Salceda de Caselas, 1994. január 6. –) spanyol válogatott labdarúgó, a Villarreal középpályása.

## Sikerei, díjai

### Klub
Sevilla
- Európa-liga: 2014–15

### Válogatott
Spanyolország U19
U19-es labdarúgó-Európa-bajnokság (1): 2012

## Statisztika
| Klub                 | Szezon           | Liga             | Liga            | Liga  | Kupa            | Kupa  | Ligakupa        | Ligakupa | Európai         | Európai | Egyéb           | Egyéb | Összesen        | Összesen |
| Klub                 | Szezon           | Bajnokság        | Pályára lépések | Gólok | Pályára lépések | Gólok | Pályára lépések | Gólok    | Pályára lépések | Gólok   | Pályára lépések | Gólok | Pályára lépések | Gólok    |
| -------------------- | ---------------- | ---------------- | --------------- | ----- | --------------- | ----- | --------------- | -------- | --------------- | ------- | --------------- | ----- | --------------- | -------- |
| Manchester City      | 2011–2012        | Premier League   | 0               | 0     | 0               | 0     | 1               | 0        | 0               | 0       | 0               | 0     | 1               | 0        |
| Manchester City      | 2012–2013        | Premier League   | 0               | 0     | 0               | 0     | 1               | 0        | 0               | 0       | 0               | 0     | 1               | 0        |
| Manchester City      | Összesen         | Összesen         | 0               | 0     | 0               | 0     | 2               | 0        | 0               | 0       | 0               | 0     | 2               | 0        |
| Barcelona B          | 2013–2014        | Segunda División | 36              | 7     | —               | —     | —               | —        | —               | —       | —               | —     | 36              | 7        |
| Barcelona B          | Összesen         | Összesen         | 36              | 7     | —               | —     | —               | —        | —               | —       | —               | —     | 36              | 7        |
| Sevilla (kölcsönben) | 2014–2015        | La Liga          | 31              | 2     | 6               | 1     | —               | —        | 9               | 3       | 1               | 0     | 47              | 6        |
| Sevilla (kölcsönben) | Összesen         | Összesen         | 31              | 2     | 6               | 1     | —               | —        | 9               | 3       | 1               | 0     | 47              | 6        |
| Villarreal           | 2015–2016        | La Liga          | 33              | 4     | 2               | 0     | —               | —        | 1               | —       | —               | 48    | 5               |          |
| Villarreal           | Összesen         | Összesen         | 33              | 4     | 2               | 0     | —               | —        | 13              | 1       | —               | —     | 48              | 5        |
| Barcelona            | 2016–2017        | La Liga          | 26              | 1     | 7               | 2     | —               | —        | 1               | 0       | 2               | 0     | 36              | 3        |
| Barcelona            | 2017–2018        | La Liga          | 11              | 2     | 4               | 1     | —               | —        | 2               | 0       | 1               | 0     | 18              | 3        |
| Barcelona            | Összesen         | Összesen         | 37              | 3     | 11              | 3     | —               | —        | 3               | 0       | 3               | 0     | 54              | 6        |
| Arsenal (kölcsönben) | 2018 - 2019      | Premier League   | 0               | 0     | 0               | 0     | 0               | 0        | 0               | 0       | 0               | 0     | 0               | 0        |
| Arsenal (kölcsönben) | Összesen         | Összesen         | 0               | 0     | 0               | 0     | 0               | 0        | 0               | 0       | 0               | 0     | 0               | 0        |
| Karrier összesen     | Karrier összesen | Karrier összesen | 137             | 16    | 20              | 4     | 1               | 0        | 25              | 4       | 4               | 0     | 197             | 24       |

## Külső hivatkozások
- Barcelona hivatalos oldalán (angol nyelven). fcbarcelona.com
- Denis Suárez (angol nyelven). worldfootball.net
- Denis Suárez (angol nyelven). national-football-teams.com